# 給下一輪太平盛世的備忘錄
《給下一輪太平盛世的備忘錄》（英語：Six Memos for the Next Millennium），又譯《美國講稿》或《新千年文學備忘錄》，是卡爾維諾準備於1985年赴美國演講的演講集。原文以義大利文寫成，翻譯成英文。從英文書名中可得知，此書本來預定有六講，但卡爾維諾還沒有踏足美國就死於腦出血，第六講「一致性」（consistency）尚未完成。遺孀艾瑟（Esther Judith Singe）就收集了卡爾維諾的前五篇演講稿，成了一本給下一輪太平盛世（二十一世紀）的備忘錄，主要是講作者對文學的研究和期望。

## 内容
前五講主題為文學的輕、快、準、顯、繁：
1. 輕（Lightness），第一篇的演講稿引述了希臘神話的故事，說明當代的小說家都相信“輕”是生命的重擔的特色。其中又表示，小說家都不可以直接地觀察事物。卡爾維諾表示的輕是一種改變自己的觀點，並不是真的逃避，用一種新鮮、不同於以往的認知方式去看待這個世界。
2. 快（Quickness），這篇演講稿主要講解寓言故事的快之美。寓言故事中有些資料是可以省去，讓讀者自行想像
3. 準（Exactitude），作者主要談的是三件事上的準確：
  1. 為工作制訂明確、計算精細的計畫。
  2. 勾勒出一個清晰、明確的視覺意象（義大利語裏有一個來自希臘語：εἰχαστιχός的形容詞icastico，在英語裏是沒有的）
  3. 在修辭選字以及表現思想與想像力的細緻方面，力求語言精確
4. 顯（Visibility）：回應電影等以視覺為主的藝術形式削弱人們感受文字意象能力的問題。
5. 繁（Multiplicity）：當代小說作為一種百科全書，不僅能呈現多重詮釋的「繁」，亦是連結不同資訊的知識網絡。本講中以卡爾維諾自身的作品《如果在冬夜，⼀個旅⼈》為例，小說是如何以「冬夜」為主題呈現其繁複性。

## 第六講
一致性（consistency），原訂為此書的第六講，但作者尚未完成就過世了，目前僅知第六講預定的標題。

## 腳註
1. ↑  精選書摘. . The News Lens 關鍵評論網. 2017-09-02  [2022-09-03]. （原始内容存档于2022-09-03） （中文（臺灣））.